# Buck Owens
Alvis Edgar Owens Jr., detto Buck, noto anche con lo pseudonimo di Corky Jones (Sherman, 12 agosto 1929 – Bakersfield, 25 marzo 2006), è stato un cantautore statunitense.
È considerato uno dei maggiori interpreti della musica country. Con la sua band, The Buckaroos, raggiunse ben 21 primi posti nella celebre classifica Billboard country music chart.

## Biografia
Non ottenne notevoli successi nei primi anni della sua carriera, compresi tra la fine degli anni quaranta e tutti gli anni cinquanta. Ottenne il primo ottimo successo con il suo gruppo The Buckaroos nel 1963, quando il singolo Act Naturally raggiunse rapidamente le prime posizioni delle classifiche statunitensi.

## Premi e riconoscimenti
È stato inserito nella Country Music Hall of Fame e nella Nashville Songwriters Hall of Fame.

## Discografia

### Album in studio
- Buck Owens Sings Harlan Howard (1961)
- You're for Me (1962)
- On the Bandstand (1963)
- Buck Owens Sings Tommy Collins (1963)
- Together Again (1964)
- I Don't Care (1964)
- I've Got a Tiger by the Tail (1965)
- Before You Go (1965)
- The Instrumental Hits of Buck Owens and His Buckaroos (1965)
- Roll Out the Red Carpet (1966)
- Dust on Mother's Bible (1966)
- Open Up Your Heart (1966)
- Your Tender Loving Care (1967)
- It Takes People Like You (1968)
- Sweet Rosie Jones (1968)

### Album natalizi
- Christmas with Buck Owens (1965)
- Christmas Shopping (1968)

### Album live
- Carnegie Hall Concert (1966)
- In Japan! (1967)

### Album raccolta
- Buck Owens (1960)
- Buck Owens (1961)
- The Fabulous Country Music Sound of Buck Owens (1962)
- The Best of Buck Owens (1964) - Disco d'oro e prima posizione in Norvegia per 10 settimane
- Best of Buck Owens, Vol. 2 (1968)
- 21 #1 Hits: The Ultimate Collection (2006)